# Phanerotoma spilaspis
Phanerotoma spilaspis är en stekelart som beskrevs av Cameron 1911. Phanerotoma spilaspis ingår i släktet Phanerotoma och familjen bracksteklar. Inga underarter finns listade i Catalogue of Life.